# يورغن ويلهلم
يورغن ويلهلم (بالألمانية: Jürgen Wilhelm)‏ (2 نوفمبر 1950 بألمانيا الغربية في ألمانيا - ) هو لاعب كرة قدم ألماني في مركز الهجوم. شارك مع منتخب ألمانيا الأولمبي لكرة القدم. أما مع النوادي، فقد لعب مع بوروسيا دورتموند وBFV Hassia Bingen ‏ وآينتراخت باد كرويتسناخ ‏.

## وصلات خارجية
- يورغن ويلهلم على موقع قاعدة بيانات كرة القدم.إي يو (الإنجليزية)
- يورغن ويلهلم على موقع عالم كرة القدم.نت (الإنجليزية)